# Miriam Cooper
Miriam Cooper, nata Marian Cooper (Baltimora, 7 novembre 1891 – Charlottesville, 12 aprile 1976), è stata un'attrice statunitense del cinema muto che, nella sua carriera finita nel 1924, prese parte a un centinaio di film.
Dal 1916 al 1926, fu sposata con il regista Raoul Walsh.

## Filmografia
- The Duke's Plan, regia di David W. Griffith - cortometraggio (1910)
- A Blot on the 'Scutcheon, regia di David W. Griffith - cortometraggio (1912)
- Battle of Pottsburg Bridge, regia di Kenean Buel - cortometraggio (1912)
- The Tide of Battle, regia di Kenean Buel - cortometraggio (1912)
- War's Havoc, regia di Kenean Buel - cortometraggio (1912)
- 'Fighting' Dan McCool, regia di Kenean Buel - cortometraggio (1912)
- The Drummer Girl of Vicksburg, regia di Kenean Buel - cortometraggio (1912)
- The Filibusters, regia di Kenean Buel - cortometraggio (1912)
- The Bugler of Battery B, regia di Kenean Buel - cortometraggio (1912)
- The Siege of Petersburg
- The Soldier Brothers of Susanna, regia di Kenean Buel - cortometraggio (1912)
- The Prison Ship
- Saved from Court Martial, regia di Kenean Buel - cortometraggio (1912)
- The Darling of the CSA, regia di Kenean Buel - cortometraggio (1912)
- A Railroad Lochinvar

- Victim of Circumstances

- Rounding Up the Counterfeiters, regia di Kenean Buel (1913)
- The Smuggler, regia di Robert G. Vignola - cortometraggio (1913)

- Per il suo padrone (For His Master), regia di Christy Cabanne - cortometraggio (1914)

- La medaglia disonorata (The Dishonored Medal), regia di Christy Cabanne - mediometraggio (1914)
- Amore di madre o Home, Sweet Home, regia di D.W. Griffith (1914)
- The Horse Wrangler, regia di John G. Adolfi - cortometraggio (1914)

- Il pistolero (The Gunman), regia di Christy Cabanne - cortometraggio (1914)

- Nascita di una nazione, regia di David W. Griffith (1915)
- Intolerance, regia di David W. Griffith (1916)
- The Woman and the Law, regia di R.A. Walsh (Raoul Walsh) (1918)
- Il bastardo prussiano (The Prussian Cur), regia di R.A. Walsh (Raoul Walsh) (1918)
- The Mother and the Law, regia di David W. Griffith (1919)
- Evangeline, regia di Raoul Walsh (1919)
- Profondo rosso (The Deep Purple), regia di R.A. Walsh (Raoul Walsh) (1920)
- The Hero, regia di Louis J. Gasnier (1923)
- After the Ball, regia di Dallas M. Fitzgerald (1924)